# هیلا لیمن
هیلا لیمن (انگلیسی: Hilla Limann؛ ۱۲ دسامبر ۱۹۳۴ – ۲۳ ژانویهٔ ۱۹۹۸) یک سیاست‌مدار اهل غنا بود. 